# ترانسپورتر: سوخت‌گیری مجدد
ترانسپورتر:سوخت‌گیری مجدد (انگلیسی: The Transporter: Refueled)یک فیلم اکشن-مافیایی بود که در سال ۲۰۱۵ (میلادی) به روی پرده سینماها رفت. جیسون استاتهام بازیگر نقش فرانک مارتین در مجموعه فیلم‌های ترانسپورتر به دلیل اختلافات مالی با تهیه‌کننده بر سر دستمزد حاضر به تکرار نقش نشد و پیشنهاد حضور در این فیلم را رد کرد. در نتیجه اد اسکرین جایگزین او شد.

## خلاصه داستان
در جنوب فرانسه یک مأمور سابق گروه ویژه به نام فرانک مارتین (اد اسکرین) قصد دارد تا برای گرفتن انتقام به یک سازمان مخوف وارد شود اما…